# Tanacetum alatavicum
Tanacetum alatavicum — вид рослин з родини айстрових (Asteraceae), поширений у центральній Азії.

## Опис
Багаторічна трава заввишки 25–100 см. Стебла поодинокі прямостійні або скупчені висхідні, верхні частини розгалужені, рідко нерозгалужені. Прикореневі листки на ніжці й мають пластини вузько еліптичні або зворотноланцетоподібні, 10–18 × 3–4 см, 2-перисто-розсічені, обидві поверхні зелені, голі або рідко ворсисті; первинні бічні сегменти 5–14 парні; кінцеві сегменти вузько еліптичні, широколінійні або лінійно-ланцетні. Середні та верхні стеблові листки схожі, поступово дрібніші. Квіткові голови зібрані в неправильні плоскі суцвіття по (1)2–5. Язичкові квітки білі. Сім'янки ≈ 2.5 мм. Період цвітіння й плодоношення: липень — серпень.

## Середовище проживання
Поширений у центральній Азії: Алтай і Тува, Казахстан, Киргизстан, Таджикистан, Сіньцзян, Монголія. Населяє гірські схили.